# 川勝隆成
川勝 隆成（かわかつ たかなり）は、江戸時代前期から中期の旗本。隆房流川勝家の2代当主。

## 生涯
万治元年（1658年）、川勝隆房の嫡男として江戸に生まれた。寛文8年（1668年）6月6日、初めて将軍徳川家綱に謁見した。延宝6年（1678年）3月29日、大番に列した。宝永3年（1706年）8月19日、父隆房の死去により家督（蔵米300俵）を継いだ。
宝永7年（1710年）2月27日、組頭に進み、正徳元年（1711年）12月23日、蔵米100俵を加えられ、全てで蔵米400俵の禄高となった。享保4年（1719年）8月13日、二条城の守衛中に62歳で没した。家督は嫡男の光隆が継いだ。